# Isostasius rigocensis
Isostasius rigocensis är en stekelart som beskrevs av Szabó 1981. Isostasius rigocensis ingår i släktet Isostasius och familjen gallmyggesteklar. Inga underarter finns listade i Catalogue of Life.